# Fidelis Gadzama
Fidelis Gadzama (20 ottobre 1979) è un velocista nigeriano, specializzato nei 400 metri piani.

## Carriera
In carriera è stato medaglia d'oro ai Giochi olimpici di Sydney 2000 nella staffetta 4×400 metri.

## Palmarès
| Anno | Manifestazione          | Sede       | Evento                | Risultato     | Prestazione | Note  |
| ---- | ----------------------- | ---------- | --------------------- | ------------- | ----------- | ----- |
| 1997 | Africani juniores       | Ibadan     | 400 metri piani       | Oro           | 46"38       |       |
| 1997 | Africani juniores       | Ibadan     | Staffetta 4×400 metri | Oro           | 3'08"68     |       |
| 1999 | Mondiali                | Siviglia   | Staffetta 4×400 metri | elim. semif.  | dq          |       |
| 2000 | Giochi olimpici         | Sydney     | Staffetta 4×400 metri | Oro           | 2'58"68     | [ 1 ] |
| 2001 | Mondiali indoor         | Lisbona    | Staffetta 4×400 metri | 5º            | 3'16"53     |       |
| 2002 | Giochi del Commonwealth | Manchester | 400 metri piani       | elim. qualif. | 47"05       |       |
| 2002 | Giochi del Commonwealth | Manchester | Staffetta 4×400 metri | 6º            | 3'11"16     |       |